# Long Street (Ciudad del Cabo)
Long Street es una calle importante ubicada en la sección City Bowl de Ciudad del Cabo, Sudáfrica. Es famoso por ser un lugar bohemio y la calle está llena de muchas librerías, varios restaurantes étnicos y bares. Los restaurantes incluyen restaurantes africanos como Zula y restaurantes indios como Masala Dosa. Long Street exhibe una cultura diversificada y atrae a turistas de todo el mundo. También tiene una serie de albergues juveniles que brindan alojamiento a una lista internacional de huéspedes. Varios teatros que mostraban obras de teatro contra el apartheid se ubicaron en la calle durante los años setenta y ochenta, aunque la mayoría ha cerrado y ha sido reemplazado por restaurantes o tiendas.

## Características
La carretera de 3,2 kilómetros de largo ya existía hace 300 años, lo que la convierte en una de las rutas de tráfico más antiguas de Ciudad del Cabo. En la historia temprana de la ciudad, era la calle más larga aquí con 3,8 kilómetros. Originalmente llegaba desde el puerto hasta Tamboerskloof, donde continúa hoy por la calle Kloof. Los cruces de calles principales son Walter Sisulu Avenue, Hans Strijdom Avenue, Strand Street, Wale Street y Orange Street, comenzando en dirección al puerto.
Arquitectónicamente se destaca por sus edificios victorianos con balcones de hierro forjado. Estos aparecieron en un artículo en una edición de la publicación anual The Saturday Book.
El tráfico en Long Street es unidireccional en dirección cuesta arriba (suroeste), mientras que Loop Street paralelo lleva tráfico cuesta abajo. El autobús número 101 MyCiTi recorre Long Street en su camino desde el Civic Center hasta Gardens, con cinco paradas a lo largo de la calle.

## Sitios históricos

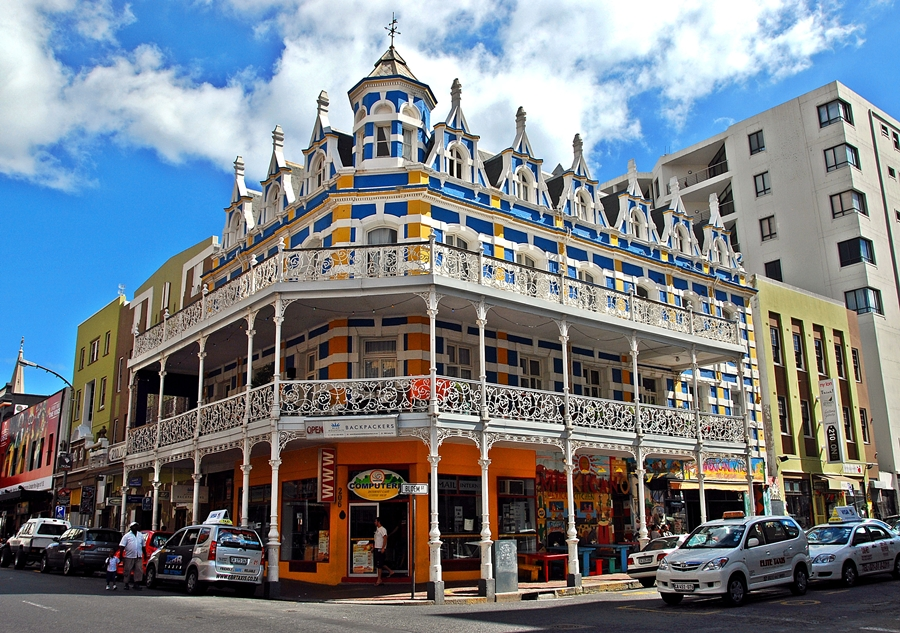
The Blue Lodge Hotel en Long Street, diseñado por Max Rosenberg y ampliado por Austin Cook.

La única estructura del siglo XVIII completamente conservada es la Mezquita de la Palmera (185 Long Street), un edificio demasiado simple hacia la calle con techo plano. En ese momento, los musulmanes vivían aquí, pero también se reunían en edificios privados para ocasiones religiosas.
Cuando la Sociedad Misionera de Londres y la Sociedad Misionera de los Países Bajos en Ciudad del Cabo buscaban un lugar para reunirse en 1799, se conocieron por primera vez en un edificio en la esquina de Long Street y Hout Street. Por iniciativa del Rev. J.P. Serrurier comenzó a construir su propia iglesia en Long Street en 1804 por el constructor Johan Godfried Mocke y el maestro carpintero Joseph van Schalkhoven. El edificio ahora sirve como el Museo Sendinggestig de Sudáfrica (40 Long Street).
La Iglesia St. Martini de la actual Congregación Evangélica Luterana Alemana se encuentra en la parte superior de Long Street (240 Long Street). El edificio de la iglesia fue consagrado en 1853. Sin embargo, el trabajo misionero evangélico en la región del Cabo comenzó ya en 1737 por un misionero moravo en Genadendal.
El edificio Carnival Court tiene dos galerías superpuestas en su fachada alargada que da a la calle. Aunque las reliquias de la arquitectura georgiana todavía son reconocibles, fue sobreimpreso por cambios posteriores en el estilo victoriano y con elementos del período Art Nouveau.

## Galeria

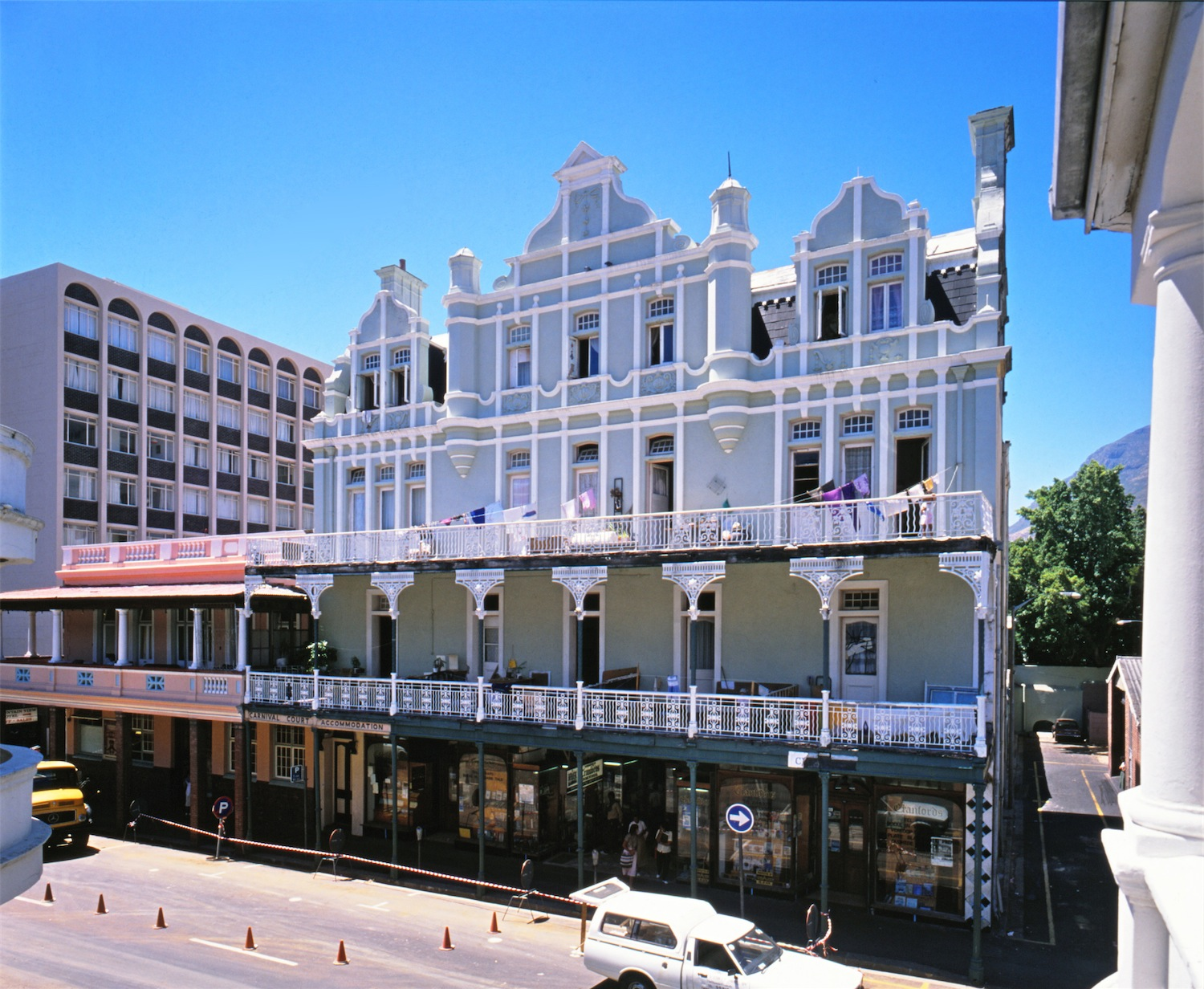
Edificio Carnival Court.
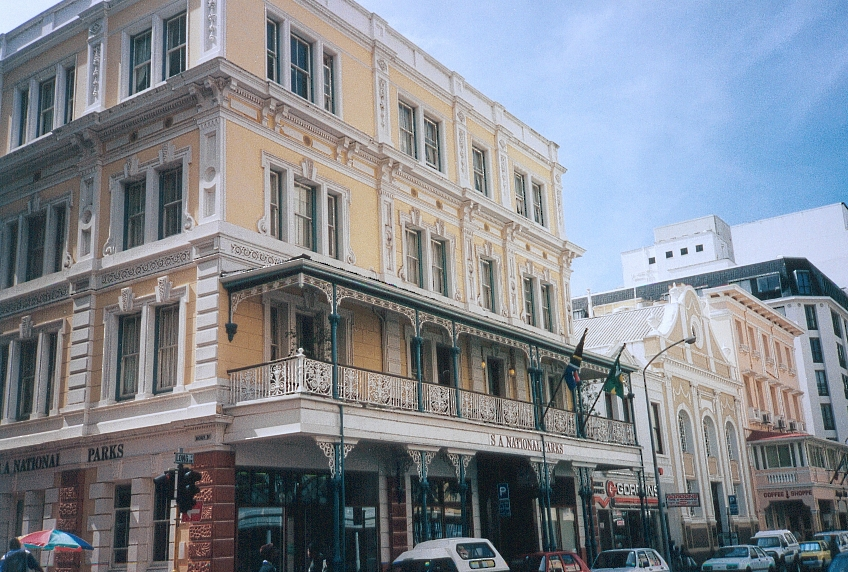
Arquitectura tradicional victoriana y holandesa del Cabo en Long Street.
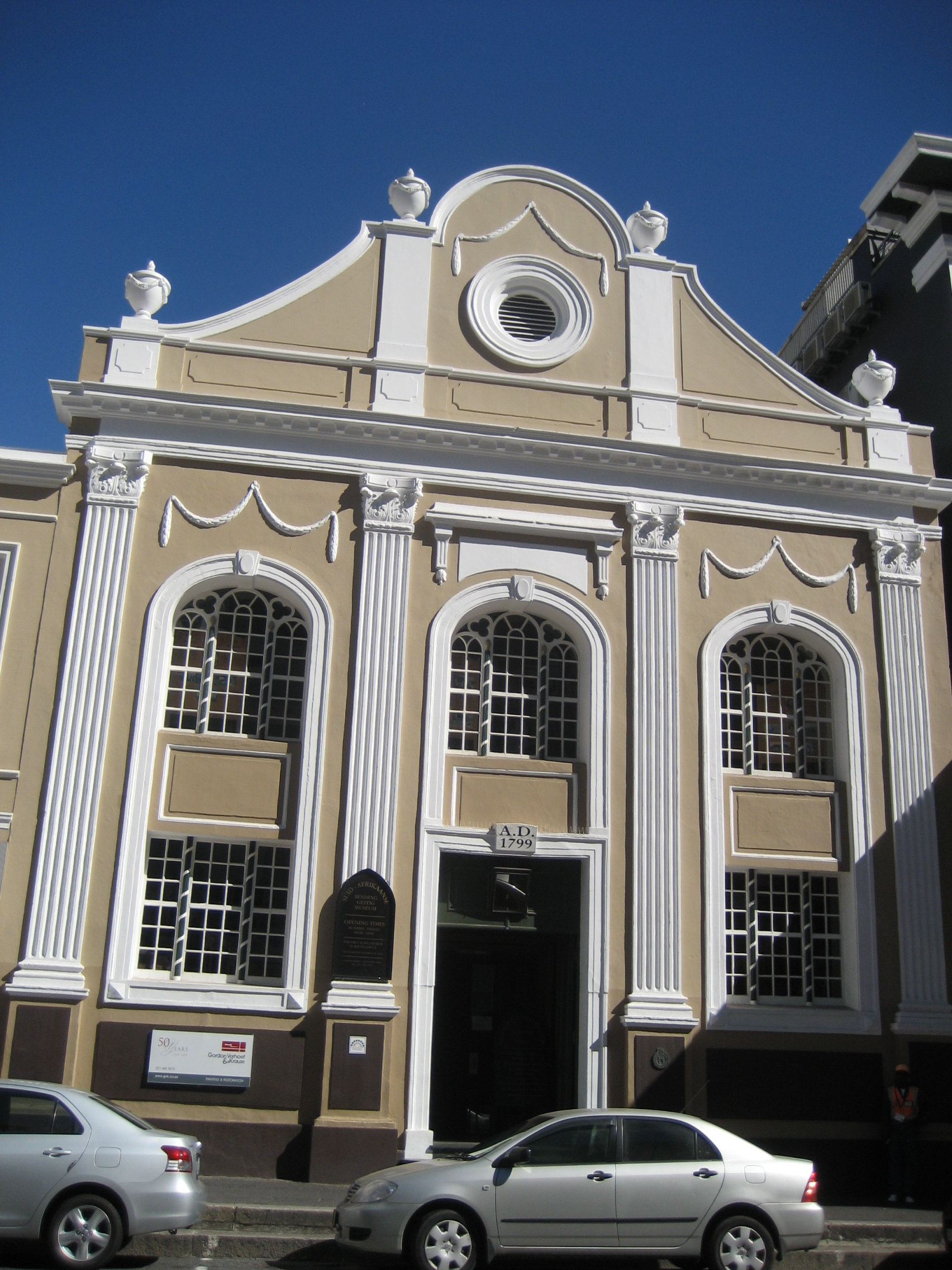
Museo Sendinggestig de Sudáfrica (edificio de 1799).
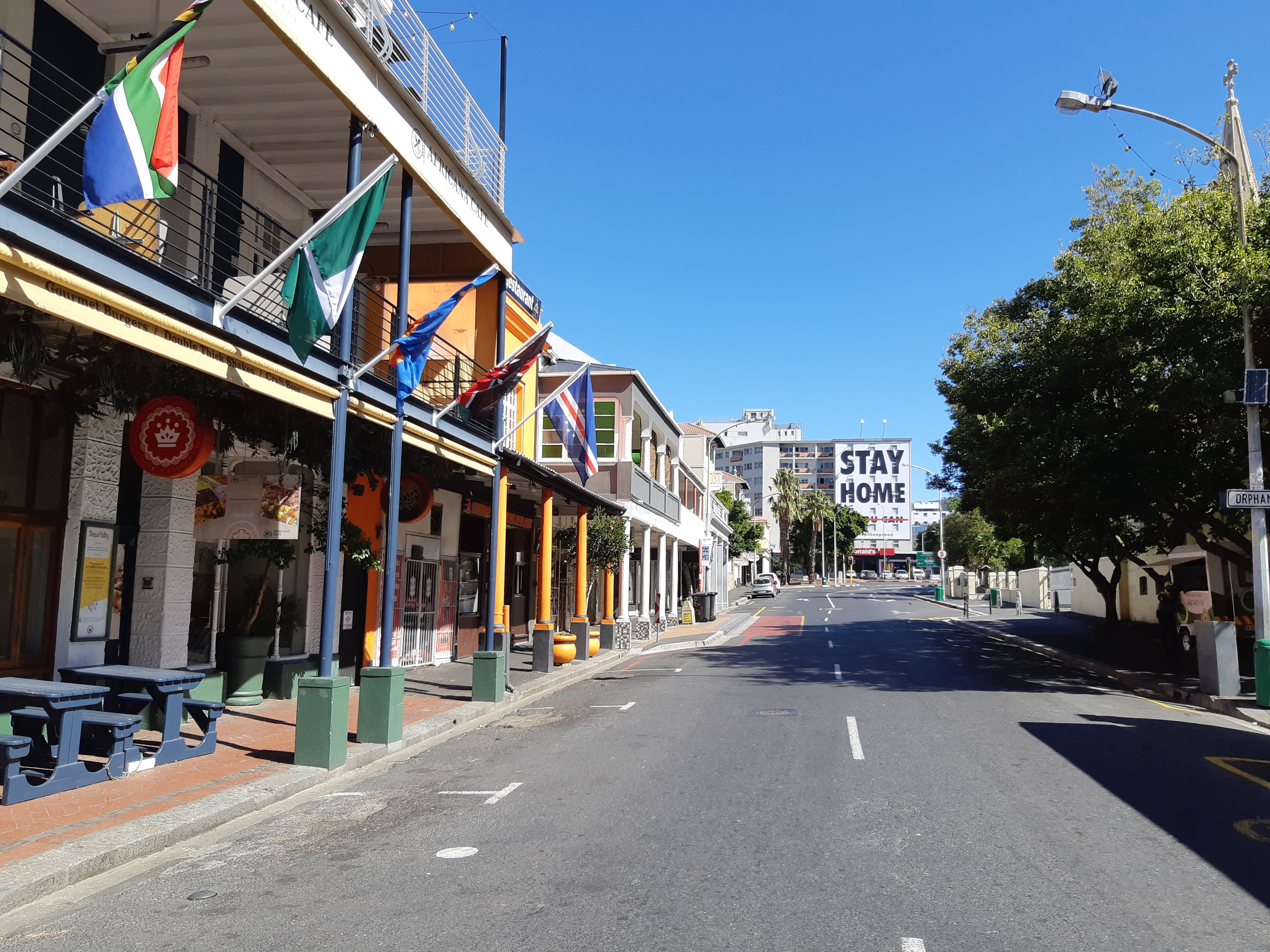
Long Street en Abril de 2020.
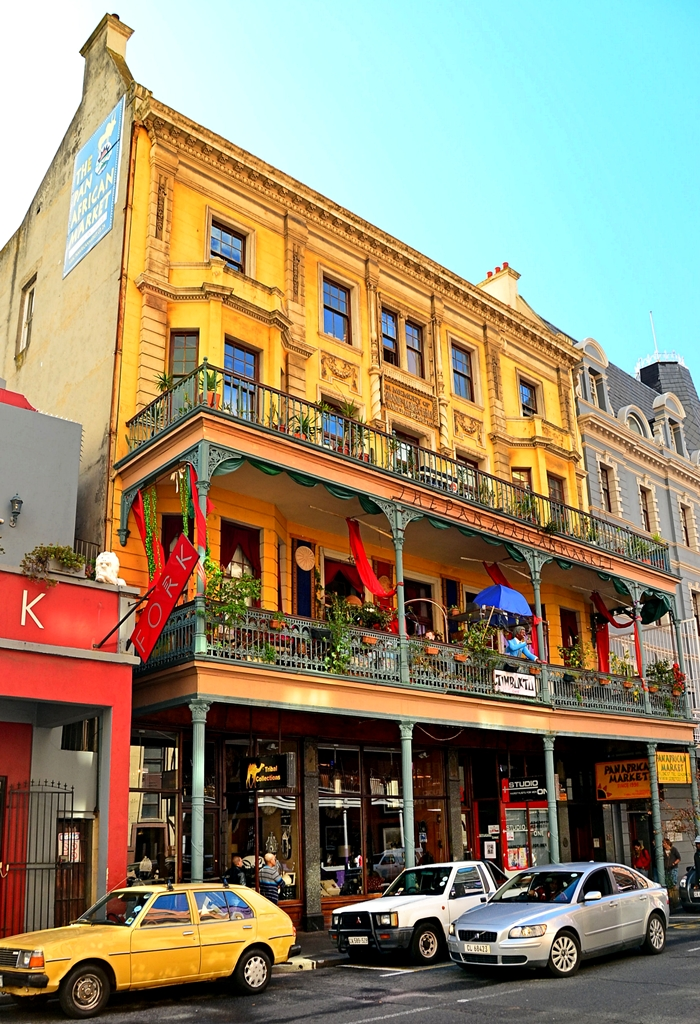
Edificio YWCA de estilo victoriano, que fue reconstruido en 1903 por J. Parker.
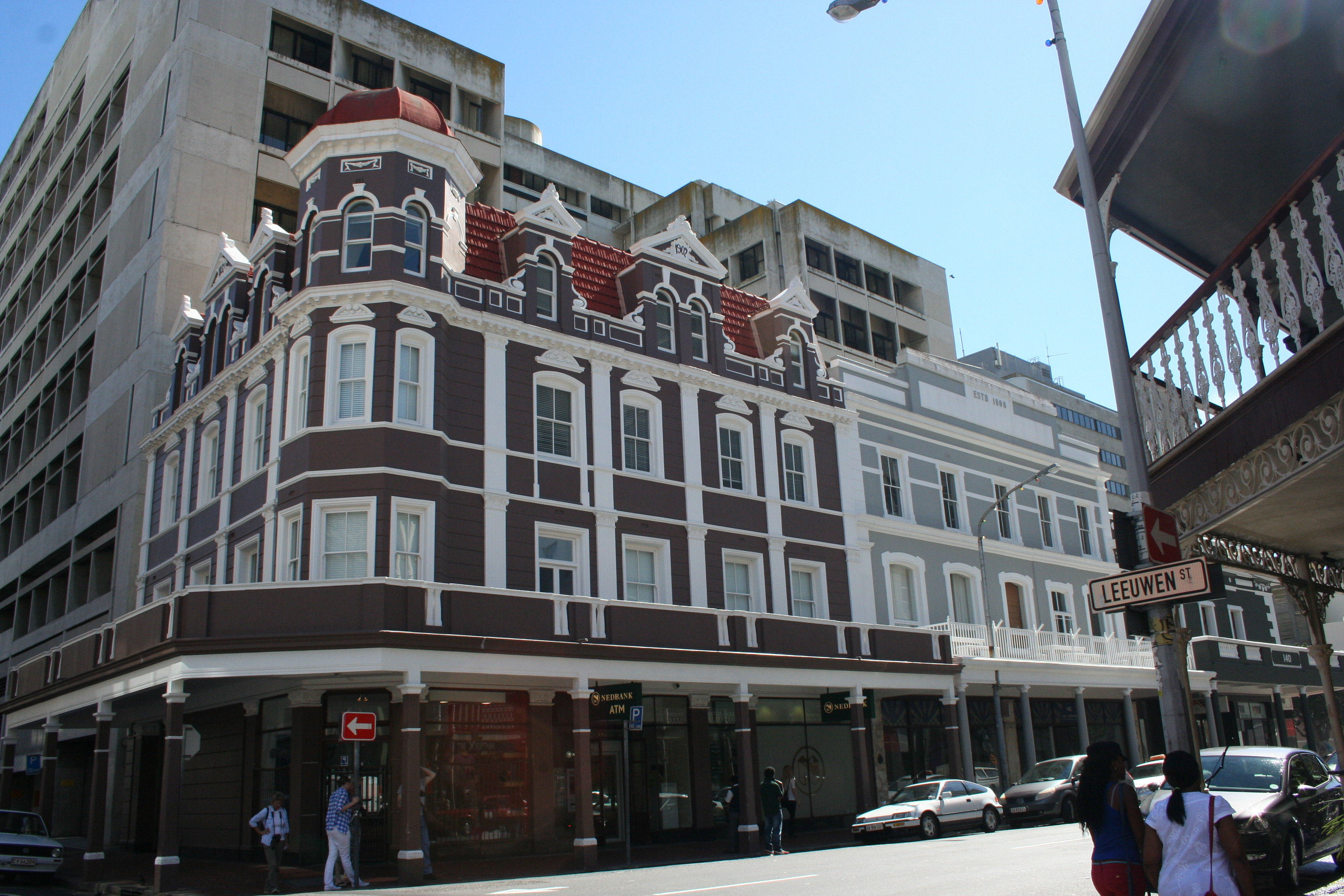
Edificio Wiener.